# 東方海豬魚
東方海豬魚（学名：Halichoeres orientalis），又名柳冷仔、東方儒艮鯛，为輻鰭魚綱鱸形目隆頭魚亞目隆頭魚科海豬魚屬下的一个种，分布於西北太平洋的日本南部及台灣海域，棲息深度2-30公尺，體長可達7.6公分，棲息在礁石區，生活習性不明。
其种加词“orientalis”意为“东方的”。